# شهردار جزیره پنانگ
شهردار جزیره پنانگ (مالایی: Datuk Bandar Pulau Pinang) مدیر اجرایی دولت محلی جرج تاون، مرکز ایالت پنانگ است. وظایف شهردار شامل مدیریت بودجه سالانه شورای شهر جزیره پنانگ است، که در سال ۲۰۱۸ بالغ بر ۶۰۶٫۵۳ میلیون رینگیت مالزی بود.